# Ferdinand Maria von Savoyen-Carignan

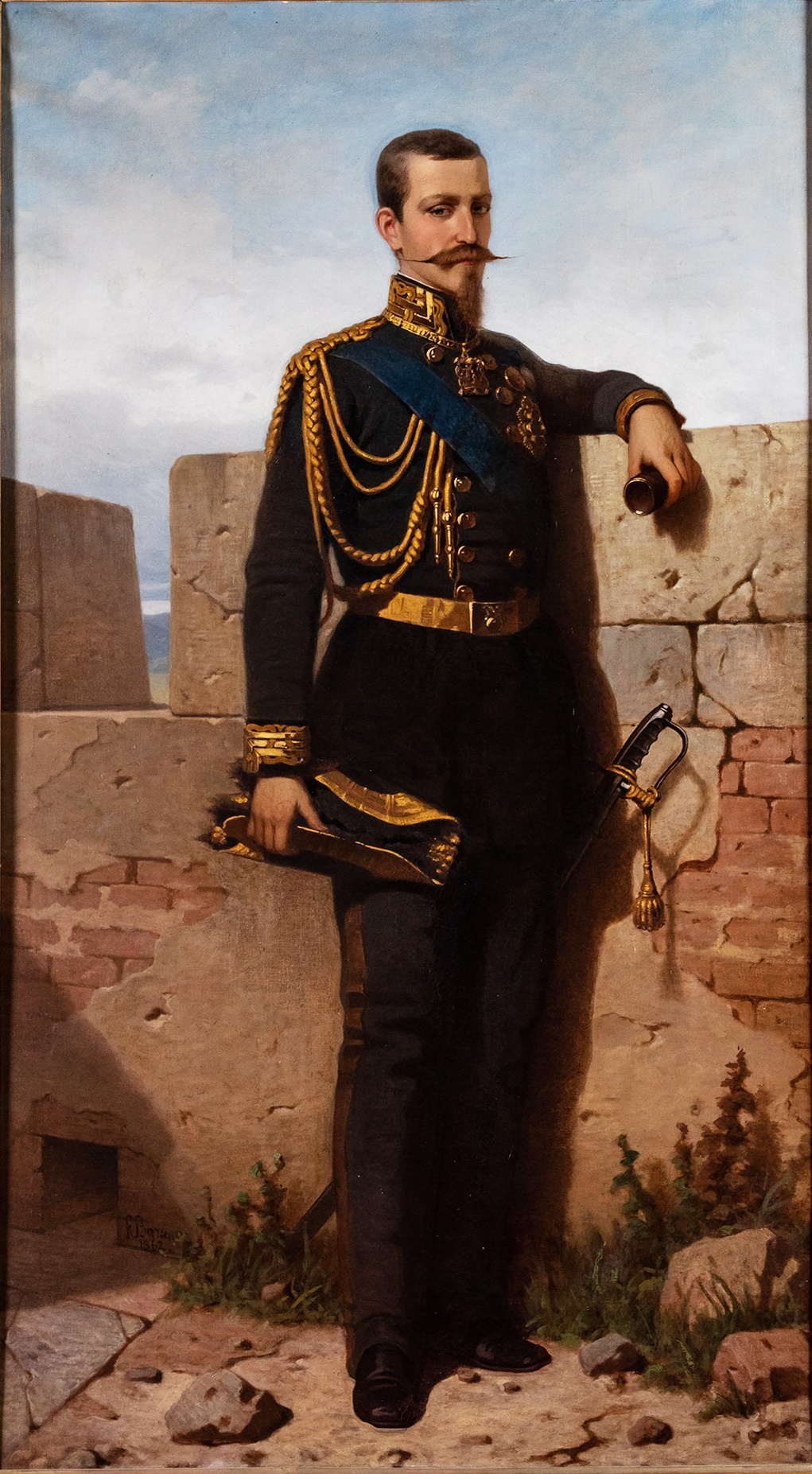
Ferdinand Maria von Savoyen-Carignan, um 1850

Prinz Ferdinand Maria von Savoyen-Carignan, vollständiger Name Ferdinand Maria Albert Amadeus Philibert Vincenz von Savoyen-Carignan (italienisch Ferdinando Maria Alberto Amedeo Filiberto Vincenzo di Savoia) (* 15. November 1822 in Florenz; † 10. Februar 1855 in Turin) war ein italienischer Adliger aus dem Haus Savoyen und ab 1831 der erste Herzog von Genua.

## Leben

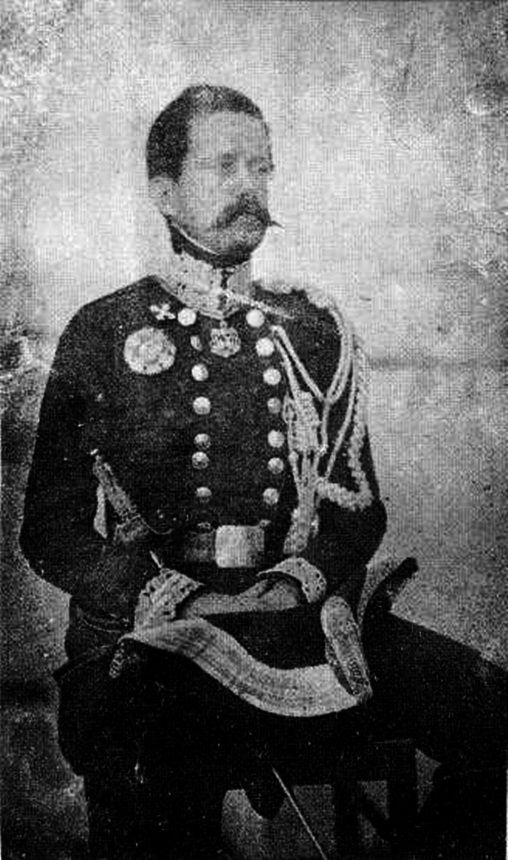
Ferdinand Maria von Savoyen-Carignan,
1. Herzog von Genua

Ferdinand war der zweite Sohn von König Karl Albert von Sardinien-Piemont (1798–1849) und seiner Frau Prinzessin Maria Theresia von Toskana (1801–1855), Tochter von Großherzog Ferdinand III. und Prinzessin Luise von Neapel-Sizilien.
Im Feldzug gegen die Österreicher von 1848 und 1849 kommandierte er jeweils eine Division in der piemontesischen Hauptarmee. Während der Schlacht bei Novara am 23. März 1849 befehligte er einen erfolgreichen Gegenangriff, der kurzfristig zur Rückeroberung von Olengo führte.

## Ehe und Nachkommen
Am 22. April 1850 heiratete Herzog Ferdinand in Dresden Prinzessin Elisabeth von Sachsen (1830–1912), zweite Tochter des sächsischen Königs Johann I. und der Prinzessin Amalie Auguste von Bayern.
Aus der Ehe gingen zwei Kinder hervor:
- Margarethe (1851–1926)

⚭ 1868 König Umberto I. von Italien (1844–1900)
- Thomas Albert Viktor (1854–1931), 2. Herzog von Genua

⚭ 1883 Prinzessin Isabella von Bayern (1863–1924)